# 天目溪
天目溪，也称浮溪，位于中华人民共和国浙江省杭州市临安区的一条河流，是分水江左岸支流，上游称东关溪，发源于天目山镇郜岭村三组西北西天目山牯牛塘，蜿蜒向南，流经一都村、九狮村、门口村、徐村、白鹤村、交口村、於潜镇绍鲁村、田干村、光明村、后渚村、於潜社区、扶西村、逸逸村、堰口村、潜川镇牧亭村、城后村等地，最后于潜川镇紫溪村以东汇入分水江。河长58千米，流域面积761.5平方千米。